# Патишка Река
Патишка Река (мкд. Патишка Река) је насеље у Северној Македонији, у северном делу државе. Патишка Река припада општине Сопиште, која окупља јужна предграђа Града Скопља.

## Географија
Патишка Река је смештена у северном делу Северне Македоније. Од најближег већег града, Скопља, насеље је удаљено 35 km јужно.
Насеље Патишка Река је у оквиру историјске области Кршијак, која се обухвата долину Маркове реке, јужно од Скопског поља. Насеље је смештено на северним падинама планине Караџице, у високо положеној долине истоимене Патишке реке. Надморска висина насеља је приближно 950 метара.
Месна клима је планинска због знатне надморске висине.

## Становништво
Патишка Река је према последњем попису из 2002. године имала 579 становника.
Претежно становништво у насељу су Албанци (100%).
Већинска вероисповест је ислам.